# Сборная России по футболу на чемпионате Европы 1996 года
Сборная России по футболу принимала участие в чемпионате Европы по футболу 1996 года, проходившем в Англии. После распада СССР и расформирования сборной СНГ для российской сборной это был первый чемпионат Европы, в котором выступала команда. Российская сборная выиграла уверенно отборочную группу номер 8, не проиграв ни одного матча и попав с первого места на чемпионат Европы.
В отборочном цикле и в финальной части турнира сборной России руководил Олег Романцев. Россияне попали в «группу смерти» к финалисту чемпионата мира 1994 года сборной Италии, финалисту чемпионата Европы 1992 года и чемпиону мира 1990 года сборной Германии, а также к дебютировавшей на турнире сборной Чехии. Перед турниром россияне шли на 3-м месте в рейтинге ФИФА, а российские СМИ ожидали от команды успешного выступления. Однако российская сборная не вышла из группы, не одержав ни одной победы: проиграв в стартовом матче Италии 1:2 и во втором туре Германии 0:3, россияне свели вничью игру против Чехии 3:3, заняв последнее место в группе. После чемпионата Европы Романцев ушёл в отставку с поста тренера сборной.

## Отборочный турнир
Российская сборная в 10 матчах сыграла дважды вничью с Шотландией, обыграв всех своих противников по группе, в том числе игравшую с ней в одной квалификационной группе к чемпионату мира 1994 года Грецию. Также Россия одержала рекордную на то время победу над сборной Сан-Марино со счётом 7:0 (рекорд был повторён только в 2015 году и перебит в 2019 году).

### Итоговая таблица группы 8
| Таблица группы 8 | Таблица группы 8  | Таблица группы 8 | Таблица группы 8 | Таблица группы 8 | Таблица группы 8 | Таблица группы 8 | Таблица группы 8 | Таблица группы 8 | Таблица группы 8 |        |           |        |           |                   |            | Хозяева | Хозяева | Хозяева | Хозяева | Хозяева | Хозяева | Хозяева | Гости | Гости | Гости | Гости | Гости | Гости | Гости |
|                  | Сборная           | И                | В                | Н                | П                | ЗГ               | ПГ               | РГ               | О                | Россия | Шотландия | Греция | Финляндия | Фарерские острова | Сан-Марино | И       | В       | Н       | П       | ЗГ      | ПГ      | О       | И     | В     | Н     | П     | ЗГ    | ПГ    | О     |
| 1.               | Россия            | 10               | 8                | 2                | 0                | 34               | 5                | +29              | 26               | -      | 0:0       | 2:1    | 3:1       | 3:0               | 4:0        | 5       | 4       | 1       | 0       | 12      | 2       | 13      | 5     | 4     | 1     | 0     | 22    | 3     | 13    |
| 2.               | Шотландия         | 10               | 7                | 2                | 1                | 19               | 3                | +16              | 23               | 1:1    | -         | 1:0    | 1:0       | 5:1               | 5:0        | 5       | 4       | 1       | 0       | 13      | 2       | 13      | 5     | 3     | 1     | 1     | 6     | 1     | 10    |
| 3.               | Греция            | 10               | 6                | 0                | 4                | 23               | 9                | +14              | 18               | 0:3    | 1:0       | -      | 4:0       | 5:0               | 2:0        | 5       | 4       | 0       | 1       | 12      | 3       | 12      | 5     | 2     | 0     | 3     | 11    | 6     | 6     |
| 4.               | Финляндия         | 10               | 5                | 0                | 5                | 18               | 18               | 0                | 15               | 0:6    | 0:2       | 2:1    | -         | 5:0               | 4:1        | 5       | 3       | 0       | 2       | 11      | 10      | 9       | 5     | 2     | 0     | 3     | 7     | 8     | 6     |
| 5.               | Фарерские острова | 10               | 2                | 0                | 8                | 10               | 35               | -25              | 6                | 2:5    | 0:2       | 1:5    | 0:4       | -                 | 3:0        | 5       | 1       | 0       | 4       | 6       | 16      | 3       | 5     | 1     | 0     | 4     | 4     | 19    | 3     |
| 6.               | Сан-Марино        | 10               | 0                | 0                | 10               | 2                | 36               | -34              | 0                | 0:7    | 0:2       | 0:4    | 0:2       | 1:3               | -          | 5       | 0       | 0       | 5       | 1       | 18      | 0       | 5     | 0     | 0     | 5     | 1     | 18    | 0     |

## Вопрос о премиальных
В первой половине 1996 года россияне выступили на Кубке Rothmans, обыграв команды Мальты (2:0), Исландии (3:0) и Словении (3:1). В проведённых пяти товарищеских встречах была зафиксирована всего одна ничья против Бельгии (0:0), а в остальных встречах были обыграны Ирландия (2:0), Катар (5:2), ОАЭ (1:0) и Польша (2:0).
Несмотря на беспроигрышную серию, перед началом турнира в команде произошёл раскол, причиной которому могли стать споры по поводу выплаты игрокам премиальных за выход в финальный этап чемпионата Европы: позднее Олег Романцев назвал это «проблемой с делёжкой денег». После гостевого товарищеского матча против Катара на пути в Москву игроки в самолёте получили протоколы по выплате вознаграждения, однако стали уже в самолёте высказывать своё мнение тренеру по поводу расценок. Согласно таковым, игроки получали по 5 тысяч долларов на человека за участие в чемпионате, но потребовали повысить сумму до 15 тысяч долларов на каждого (изначально эта сумма выплачивалась в случае невыхода из группы по набранным очкам). Романцев списал споры из-за денег на напряжённость после матча, проходившего в 50-градусной жаре, и в итоге протокол был подписан в исходном виде: условия выплаты были более выгодными для РФС, нежели для игроков. Премиальные за отборочный цикл были выплачены с опозданием, но в намного большем объёме, нежели предполагалось условиями контракта.
По словам Романцева, обсуждения условий выплаты премиальных не прекращались вплоть до стартовой игры против Италии: Дмитрий Харин, в частности, попросил поднять сумму выплат хотя бы вдвое по сравнению с изначальными. Игроки через генерального секретаря РФС Александра Тукманова требовали повысить премиальные, угрожая бойкотировать стартовую игру против Италии в случае отказа, в ответ на что Романцев пригрозил бунтовщикам отчислением. Все полагающиеся премиальные предписывалось перевести на счёта игроков только после чемпионата Европы, однако чиновники РФС связались с УЕФА и обратились с просьбой позволить перевести премиальные за финальное участие раньше срока. Потрясённые предложением чиновники УЕФА всё же пошли навстречу РФС и позволили перевести игрокам деньги. Однако футболисты получили премиальные меньших размеров, чем оговаривалось в контракте, чему особенно возмутились сразу три игрока — Сергей Кирьяков, Андрей Канчельскис и Дмитрий Харин. В то же время Игорь Добровольский и Игорь Шалимов отрицали, что в команде когда-либо обсуждались финансовые вопросы: в частности, Добровольский утверждал, что команда думала только о матчах, а со слов Игоря Шалимова, игроки вообще решили не вести разговоры о деньгах и подписали письмо, в котором отдавали полномочия по обсуждению подобных вопросов Романцеву.
Согласно достигнутым договорённостям, за выход в четвертьфинал сборной полагались 25 тысяч долларов США, а в случае невыхода из группы сборная не получала дополнительных премиальных.

## Окончательный состав
| №             | Имя                 | Дата рождения | Клуб                                                   | Отб.игр(голов) | Игр     | Голов   |
| Вратари       | Вратари             | Вратари       | Вратари                                                | Вратари        | Вратари | Вратари |
| ------------- | ------------------- | ------------- | ------------------------------------------------------ | -------------- | ------- | ------- |
| 22            | Сергей Овчинников   | 10.11.1970    | Локомотив (Москва)                                     | —              |         |         |
| 12            | Станислав Черчесов  | 02.09.1963    | Динамо (Дрезден) / Спартак (Москва) / Тироль (Инсбрук) | 7 (-4)         | 2       | -5      |
| 1             | Дмитрий Харин       | 16.08.1968    | Челси (Лондон)                                         | 4 (-1)         | 1       | -3      |
| Защитники     |                     |               |                                                        |                |         |         |
| 13            | Евгений Бушманов    | 02.11.1971    | ЦСКА (Москва)                                          | —              | 1       |         |
| 20            | Сергей Горлукович   | 18.11.1961    | Байер 05 (Крефельд) / Спартак (Москва)                 | 1              | 1       |         |
| 5             | Юрий Ковтун         | 05.01.1970    | Динамо (Москва)                                        | 7              | 2       |         |
| отб.т.        | Василий Кульков     | 11.06.1966    | Бенфика (Лиссабон) / Порту / Спортинг (Лиссабон)       | 8 (4)          |         |         |
| отб.т.        | Рамиз Мамедов       | 21.08.1972    | Спартак (Москва)                                       | 2              |         |         |
| 3             | Юрий Никифоров      | 16.09.1970    | Спартак (Москва)                                       | 9 (2)          | 2       |         |
| 7             | Виктор Онопко       | 14.10.1969    | Спартак (Москва) / Реал (Овьедо)                       | 10 (1)         | 2       |         |
| отб.т.        | Дмитрий Хлестов     | 21.01.1971    | Спартак (Москва)                                       | 6              |         |         |
| 18            | Игорь Яновский      | 03.08.1974    | Алания (Владикавказ)                                   | —              | 2       |         |
| Полузащитники |                     |               |                                                        |                |         |         |
| 14            | Игорь Добровольский | 27.08.1967    | Атлетико (Мадрид) / —                                  | 4 (1)          | 1       |         |
| 8             | Андрей Канчельскис  | 23.01.1969    | Манчестер Юнайтед (Манчестер) / Эвертон (Ливерпуль)    | 6              | 2       |         |
| 6             | Валерий Карпин      | 02.02.1969    | Реал Сосьедад (Сан-Себастьян)                          | 8 (2)          | 3       |         |
| отб.т.        | Валерий Кечинов     | 05.08.1974    | Спартак (Москва)                                       | 1 (1)          |         |         |
| 10            | Александр Мостовой  | 22.08.1968    | Страсбур                                               | 5 (1)          | 3       | 1       |
| отб.т.        | Мухсин Мухамадиев   | 21.10.1966    | Спартак (Москва) / Локомотив (Нижний Новгород)         | 1 (1)          |         |         |
| отб.т.        | Андрей Пятницкий    | 27.09.1967    | Спартак (Москва)                                       | 4              |         |         |
| 19            | Владислав Радимов   | 26.11.1975    | ЦСКА (Москва)                                          | 2              | 3       |         |
| 2             | Омари Тетрадзе      | 13.10.1969    | Алания (Владикавказ)                                   | 4              | 3       | 1       |
| 21            | Дмитрий Хохлов      | 22.12.1975    | ЦСКА (Москва)                                          | —              | 2       |         |
| 4             | Илья Цымбаларь      | 17.06.1969    | Спартак (Москва)                                       | 5 (1)          | 3       | 1       |
| 15            | Игорь Шалимов       | 02.02.1969    | Дуйсбург / Лугано / Удинезе (Удине)                    | 6 (2)          | 1       |         |
| Нападающие    |                     |               |                                                        |                |         |         |
| 17            | Владимир Бесчастных | 01.04.1974    | Вердер (Бремен)                                        | 3 (2)          | 1       | 1       |
| 11            | Сергей Кирьяков     | 01.01.1970    | Карлсруэ                                               | 8 (3)          | 1       |         |
| 9             | Игорь Колыванов     | 06.03.1968    | Фоджа                                                  | 5 (5)          | 3       |         |
| отб.т.        | Владимир Лебедь     | 17.08.1973    | Спартак (Владикавказ) / ЦСКА (Москва)                  | 1              |         |         |
| отб.т.        | Николай Писарев     | 23.11.1968    | Спартак (Москва) / Мерида                              | 2 (1)          |         |         |
| отб.т.        | Дмитрий Радченко    | 02.12.1970    | Расинг (Сантандер) / Депортиво (Ла-Корунья)            | 9 (4)          |         |         |
| 16            | Игорь Симутенков    | 03.04.1972    | Реджина (Реджо-ди-Калабрия)                            | —              | 2       |         |
| отб.т.        | Дмитрий Черышев     | 11.05.1969    | Динамо (Москва)                                        | 2 (1)          |         |         |
| отб.т.        | Сергей Юран         | 11.06.1969    | Порту / Спартак (Москва)                               | 2              |         |         |

Комментарий:
1. ↑  В сезоне-1995/96 не выступал[10].

В изначальном списке фигурировали 27 кандидатов. Так, из-за незалеченной травмы не попал в заявку Василий Кульков. Сергей Шустиков заболел ангиной перед игрой с Катаром и был исключён из состава, а Евгений Харлачёв не смог составить конкуренцию Андрею Канчельскису и Валерию Карпину на своей позиции правого полузащитника. Дмитрий Радченко не был включён в заявку из-за угрозы рецидива травмы ноги, а Сергей Юран не смог набрать прежнюю форму.

## Финальный этап. Группа C
| Команда  | Игр | В | Н | П | ГЗ | ГП | Очк |
| -------- | --- | - | - | - | -- | -- | --- |
| Германия | 3   | 2 | 1 | 0 | 5  | 0  | 7   |
| Чехия    | 3   | 1 | 1 | 1 | 5  | 6  | 4   |
| Италия   | 3   | 1 | 1 | 1 | 3  | 3  | 4   |
| Россия   | 3   | 0 | 1 | 2 | 4  | 8  | 1   |

| 11 июня 16:30    | \| Италия \| 2:1 \| Россия \| \| Казираги 5′, 52′ \| Голы \| Цымбаларь 21′ \| | Энфилд, Ливерпуль Зрителей: 35 120 Судья: Лесли Моттрам |
| Италия           | 2:1                                                                           | Россия                                                  |
| Казираги 5′, 52′ | Голы                                                                          | Цымбаларь 21′                                           |

В первом туре сборная России проиграла Италии 1:2, отыграв первый тайм на равных 1:1, пропустив после перерыва и не найдя сил отыграться. Романцев возложил ответственность за поражение на игроков, отметив, что в связи с дисквалификацией Юрия Никифорова, пропускавшего матч, команда толком не смогла сыграть слаженно в обороне, хотя многие были удивлены подобным объяснением; более того, в нападении играл только Игорь Колыванов на несвойственной ему позиции.
| 16 июня 15:00 | \| Россия \| 0:3 \| Германия \| \| \| Голы \| Заммер 56′ · Клинсманн 77′, 90′ \| | Олд Траффорд, Манчестер Зрителей: 50 760 Судья: Ким Милтон Нильсен |
| Россия        | 0:3                                                                              | Германия                                                           |
|               | Голы                                                                             | Заммер 56′ · Клинсманн 77′, 90′                                    |

В игре второго тура против Германии команда, несмотря на возвращение Никифорова, продержалась только первый тайм (0:0), упустив две возможности открыть счёт (из убойных позиций не попали по воротам Колыванов и Мостовой), а во втором тайме была наголову разбита немцами 0:3, ещё и оставшись вдесятером после удаления Юрия Ковтуна.
| 19 июня 19:30                                | \| Россия \| 3:3 \| Чехия \| \| Мостовой 49′ · Тетрадзе 54′ · Бесчастных 85′ \| Голы \| Сухопарек 5′ · Кука 19′ · Шмицер 88′ \| | Энфилд, Ливерпуль Зрителей: 21 128 Судья: Андерс Фриск |
| Россия                                       | 3:3 | Чехия                                                  |
| Мостовой 49′ · Тетрадзе 54′ · Бесчастных 85′ | Голы | Сухопарек 5′ · Кука 19′ · Шмицер 88′                   |

В третьем туре сборная России набрала своё единственное очко на турнире, сыграв вничью 3:3 с Чехией — по ходу матча россияне проигрывали 0:2, сумели отыграться и выйти вперёд, но пропустили в самом конце. В итоге Россия покинула чемпионат Европы, не одержав ни одной победы.

## Итоги
По словам Андрея Канчельскиса, команда физически не была готова к чемпионату: на тренировках игроки занимались преимущественно «квадратами» и отработкой ударов по воротам. В свою очередь, Романцев утверждал, что команда проваливала вторые таймы и не проявляла должных морально-волевых качеств, называя в качестве причин плохую психологическую подготовку к играм. Весь «залп со стороны функционеров» был направлен в адрес игроков. Однако об ответственности Романцева за провальный результат высказались такие российские тренеры, как Валерий Газзаев, Павел Садырин и Сергей Андреев, назвавшие выступление сборной в Англии позором и выставлением российского футбола «на всеобщее посмешище», а также отметившие отсутствие и функциональной, и психологической готовности команды. По словам президента РФС Вячеслава Колоскова, во время турнира Романцев вёл себя крайне замкнуто, принимая в своём гостиничном номере только врача и администратора команды и настаивая на том, чтобы ему всегда приносили еду в номер, а с игроками он общался только на поле, редко переходя на нефутбольные темы. Более того, питание игроков, по словам Колоскова, не соответствовало всем спортивным рекомендациям.
9 июля 1996 года Романцев встретился с Колосковым, и по итогам встречи было объявлено, что судьба Романцева решится только на исполкоме 11 июля: по его итогам Романцев был отправлен в отставку. По словам Андрея Семьянинова, приводимым в журнале «Коммерсантъ-Власть», вице-президент Российского футбольного союза Никита Симонян обвинил в провале сборной Сергея Кирьякова, Игоря Шалимова, Дмитрия Харина и Игоря Добровольского, назвав их «гнилыми людьми» и «футбольным ГКЧП».